# Good Rockin' Tonight
Good Rocking Tonight era in origine una canzone jump blues edita nel 1947 dallo stesso autore, Roy Brown e fu oggetto di cover successive da parte di molti altri artisti. Il brano include il famoso ritornello: «Well I heard the news, there's good rocking tonight!» (in italiano "Ho sentito le novità, 
C'è del buon rock stanotte").

## Pubblicazione
Brown offrì dapprima la sua canzone a Wynonie Harris, ma quest'ultimo la rifiutò. Solo dopo che il brano registrato dallo stesso Brown ebbe una discreta attenzione in New Orleans, allora Harris decise di farne una cover.

## Cover

### Cover di Wynonie Harris
La versione di Harris era molto più energetica di quella di Brown, tramite l'uso di battimani tipici della musica Gospel, cosa che ha sicuramente contribuito alla scalata della classifica R&B sino alla posizione numero 1 e restando in classifica per quasi 6 mesi (la versione di Brown raggiunse solo la posizione 13 della classifica di Billboard, ma rientrò in classifica nel 1949 raggiungendo la posizione numero 11).
Harris aveva una pessima reputazione per gozzovigliare, e spesso dimenticava i testi delle canzoni. Nella sua versione del brano, per la maggior parte segue il testo originale di Brown, ma verso la fine sostituisce le ultime strofe con dei suoni gutturali "hoy hoy hoy!".
Questa canzone rappresenta una specie di prima canzone popolare dell'era della black music, facendo riferimenti a Sweet Lorraine, Sioux City Sue, Sweet Georgia Brown, Caldonia, Elder Brown, e Deacon Jones. Tutti questi personaggi sono emersi nelle hit precedenti.

### Cover di Elvis Presley
Nel 1954 Elvis incise il brano nel suo secondo 45 giri prodotto dalla Sun Records, Good Rockin' Tonight/I Don't Care If the Sun Don't Shine..

### Altre cover
- Montrose - Ronnie Montrose registrò una versione hard rock di questo brano per il debutto del suo album con Sammy Hagar vocalist.
- The Honeydrippers con Robert Plant & Jeff Beck - registrarono questa canzone con il titolo Rockin at Midnight.
- Paul McCartney cantò questa canzone nel suo album Unplugged - The Official Bootleg.
- Bruce Springsteen eseguì questa canzone nel 1978 nel Darkness Tour, e generalmente veniva usata come brano di apertura. La riutilizzò in maniera occasionale nel The River Tour del 1980-81.[6]
- Contraband, nel 1991 per il loro omonimo album di debutto.
- Ricky Nelson registrò la canzone per il suo album del 1958 Ricky Nelson.
- Lonnie Lee incise il brano per il suo album del 1993 Don't Look Back; la sua versione è meno rock'n'roll.
- Lemmy Kilmister con gli Headcat  ne suonò una cover nell’album live Rockin' the Cat Club - Live from the Sunset Strip.